# Esperce
Esperce település Franciaországban, Haute-Garonne megyében. Lakosainak száma 281 fő (2022. január 1.). Esperce Lézat-sur-Lèze, Caujac, Gaillac-Toulza, Grazac, Lagrâce-Dieu, Mauressac, Puydaniel és Saint-Sulpice-sur-Lèze községekkel határos.

## Népesség
A település népességének változása:
| Lakosok száma | 220  | 176  | 186  | 233  | 253  | 247  | 259  | 266  | 266  | 281  |
|               | 1968 | 1982 | 1990 | 2006 | 2013 | 2015 | 2017 | 2019 | 2020 | 2022 |